# KGM커머셜
KGM커머셜 주식회사(영어: KGM Commercial, 약칭: KGMC)는 대한민국의 상용차 및 승합차 생산 회사다. 본사와 제1공장은 경상남도 함양군 수동면 우명리에 있으며, 제2공장은 전북특별자치도 군산시 오식도동에 있다.

## 역사
2015년 10월에 한국화이바의 차량 부문이 중국의 기업인 타이치로 매각되어 타이치 그린 모터스(TGM)로 변경했으나, 타이치 그룹의 경영 악화로 2017년 1월에 대한민국 기업인 이이에스(현, 에너지솔루션즈)로 매각하면서 에디슨모터스(영어: Edison Motors)로 사명을 변경했다.
2023년 4월 26일에 에디슨모터스의 인수 회사로 KG모빌리티가 우선계약대상자로 선정됐다. 같은 해 9월 25일에 창원지방법원에서 개최된 에디슨모터스 회생계획안 심리 및 결의를 위한 관계인집회에서 법원으로부터 회생계획안에 대한 절차가 통과되면서 9월 26일에 사명을 KGM커머셜로 변경했다.

## 생산 시설
2021년 8월 19일에 전북특별자치도 군산시 오식도동에 제2공장인 군산공장을 신설했다. 오식도동 공장에서는 단축형 전기버스를 생산한다.
- 우명리 본사, 제1공장 (경상남도 함양군 수동면 산업단지길 148)
- 군산 오식도동 제2공장 (전북특별자치도 군산시 새만금북로 356)

## 차량

### 현재 생산차종
- KGM 스마트 110 (EV)
- KGM 스마트 110G (CNG)
- KGM 스마트 110E (EV)
- KGM C090 (EV)
- KGM C110 (EV)

### 과거 생산차종
- KGM 스마트 087
- KGM 스마트 093
- KGM 스마트 110H
- KGM 스마트 110HG
- 에디슨 스마트 T1.0
- 한국화이바 프리머스
- 에디슨모터스 화이버드

## 갤러리

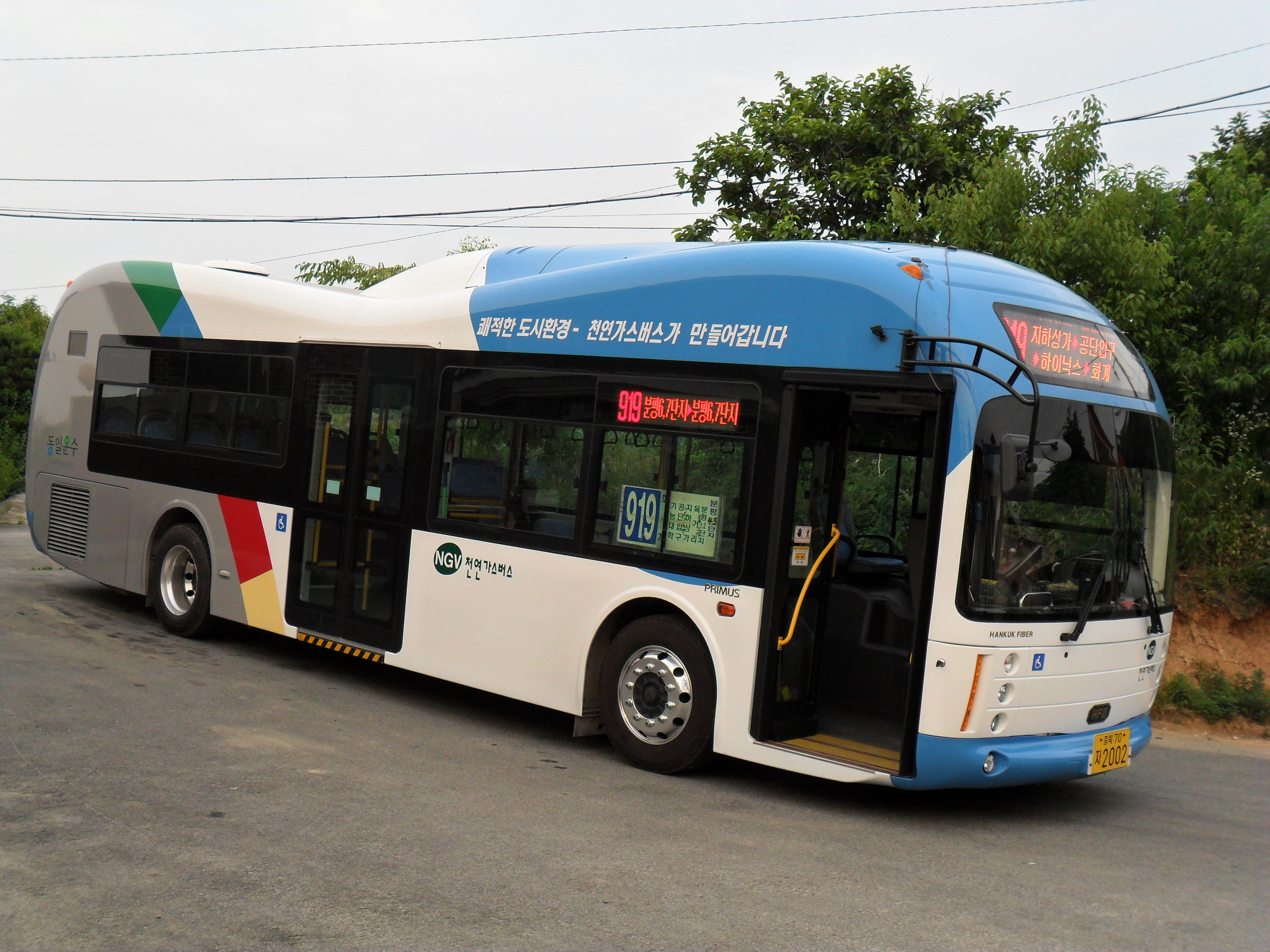
동일운수 소속 프리머스 천연가스버스. 2020년에 전량 퇴역했다.
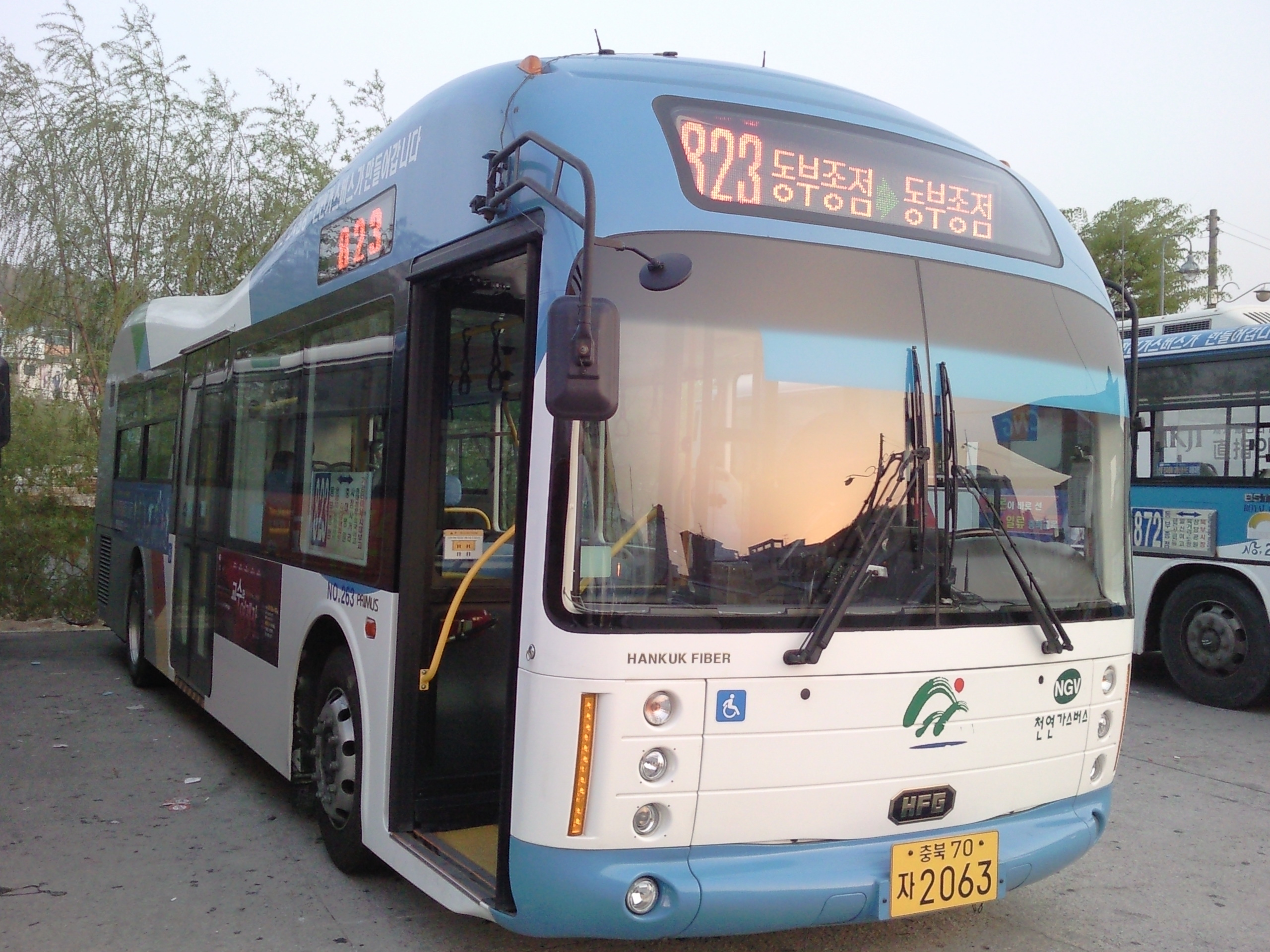
2009년 반입분 외관, 현재는 통유리로 된 부분이 2/3 하부개폐창으로 교체되었다.
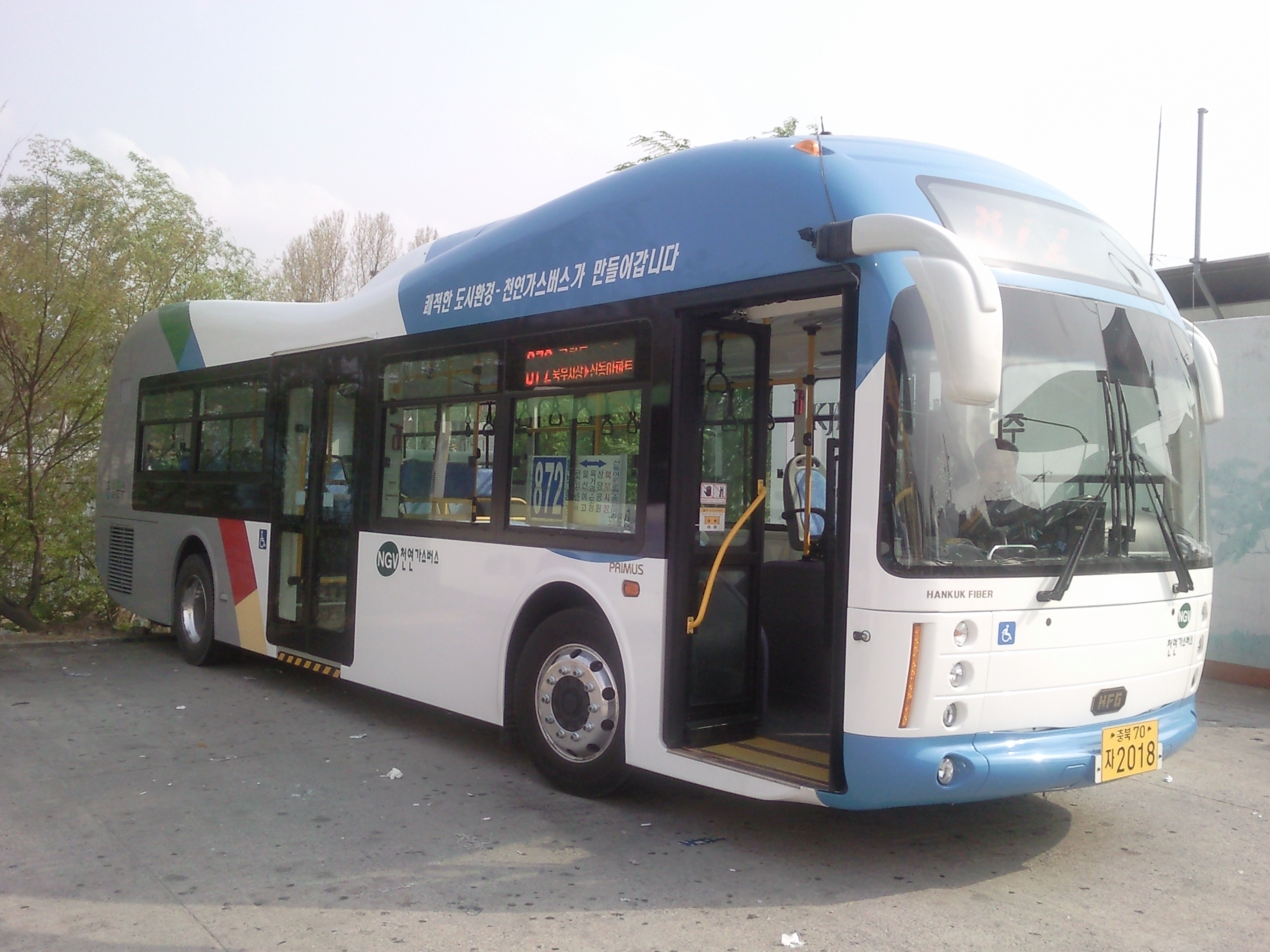
2010년 반입분 외관, 2010년 말 사이드미러를 교체하였다.
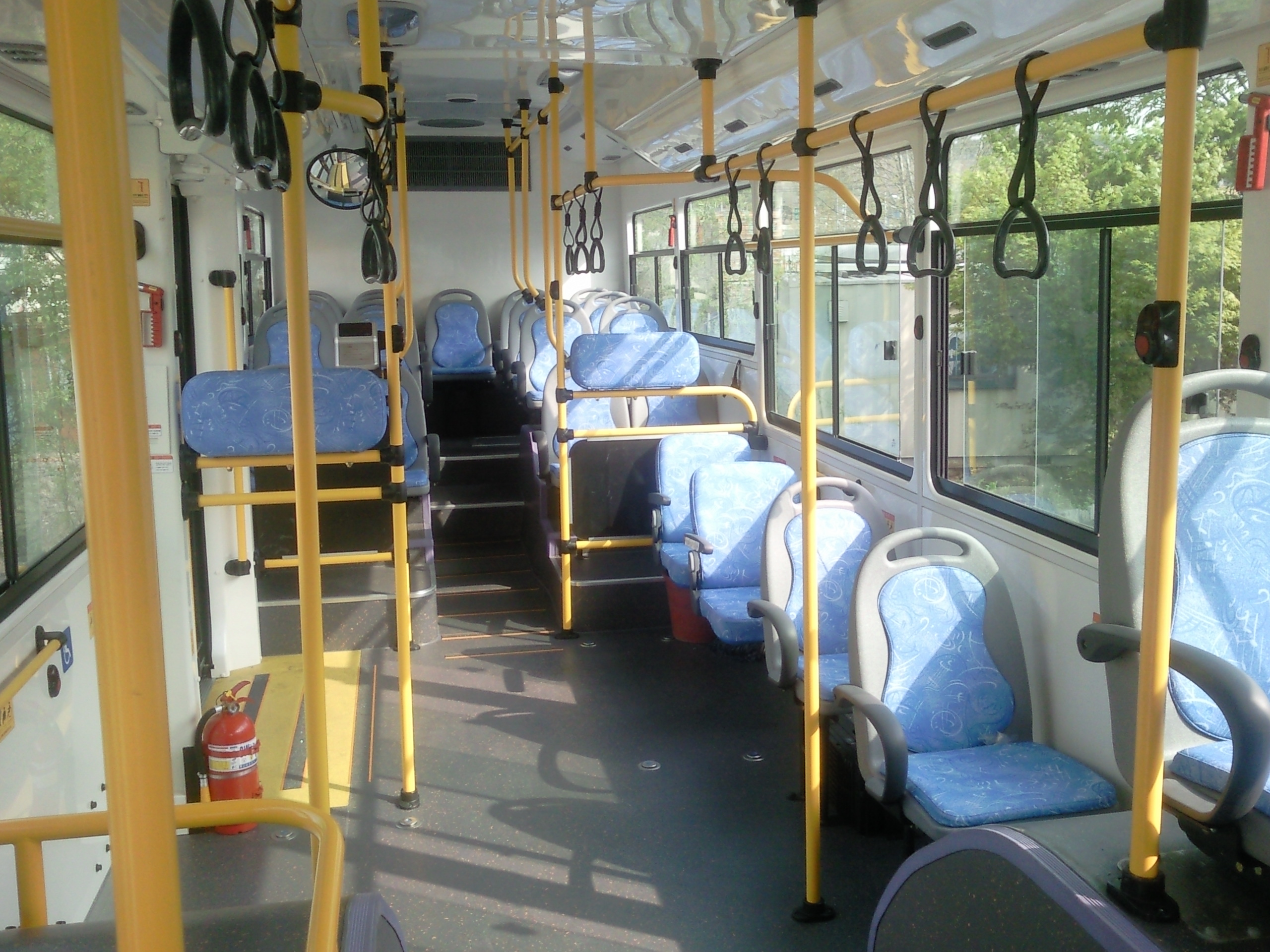
2010년 반입분 차량 내부
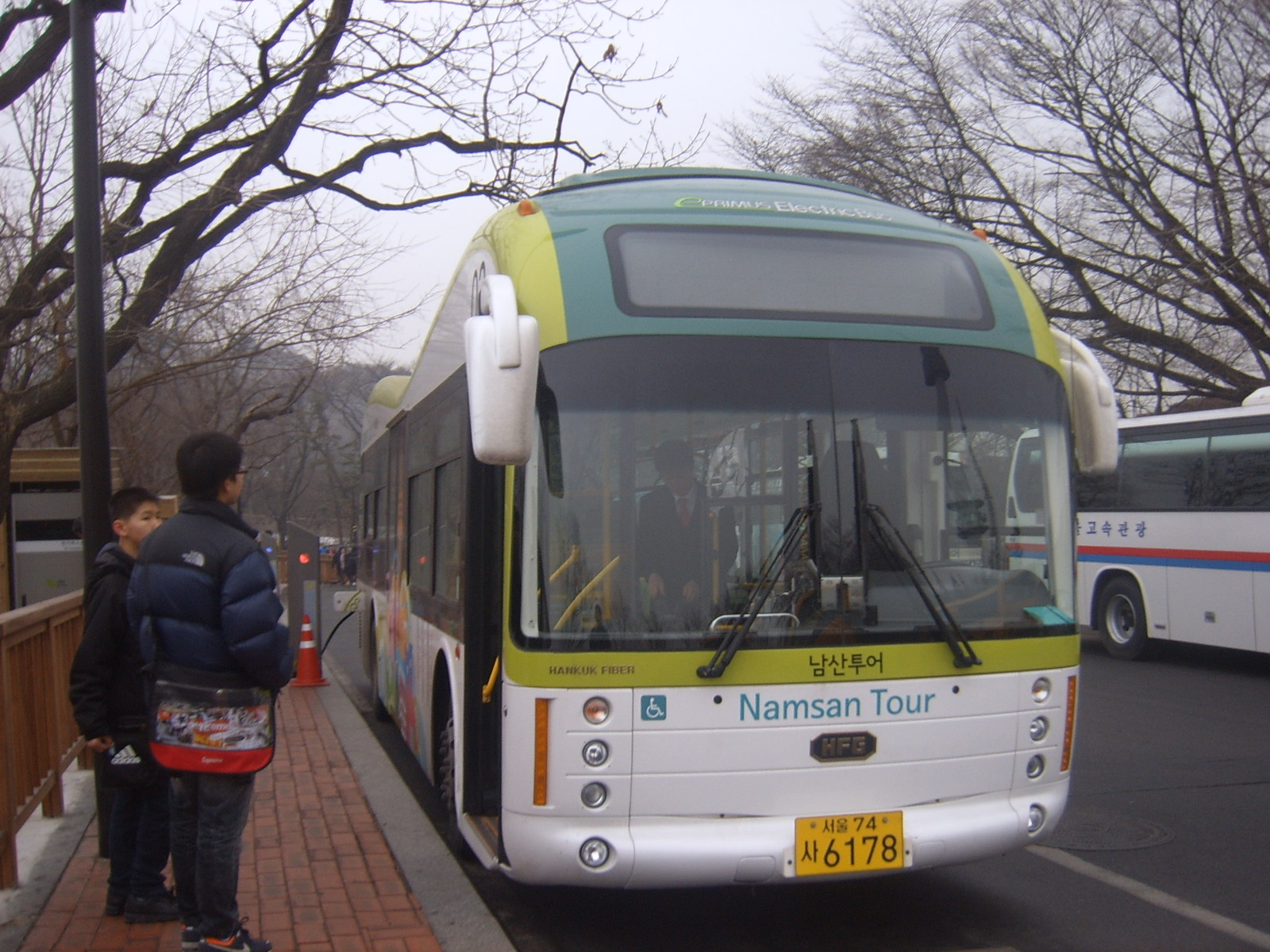
2010년 서울 북부운수 05번에서 운행중인 프리머스 전기버스
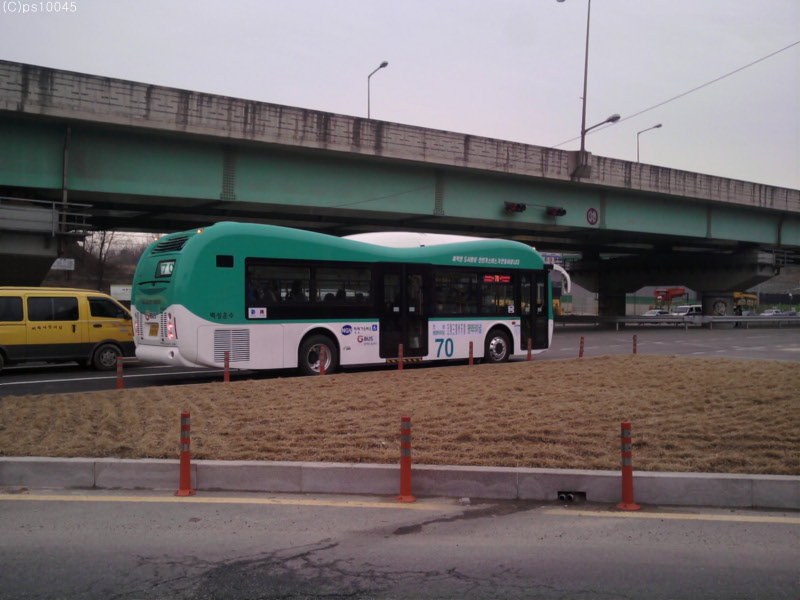
경기도 안성시 소속 백성운수 안성 시내버스 70번
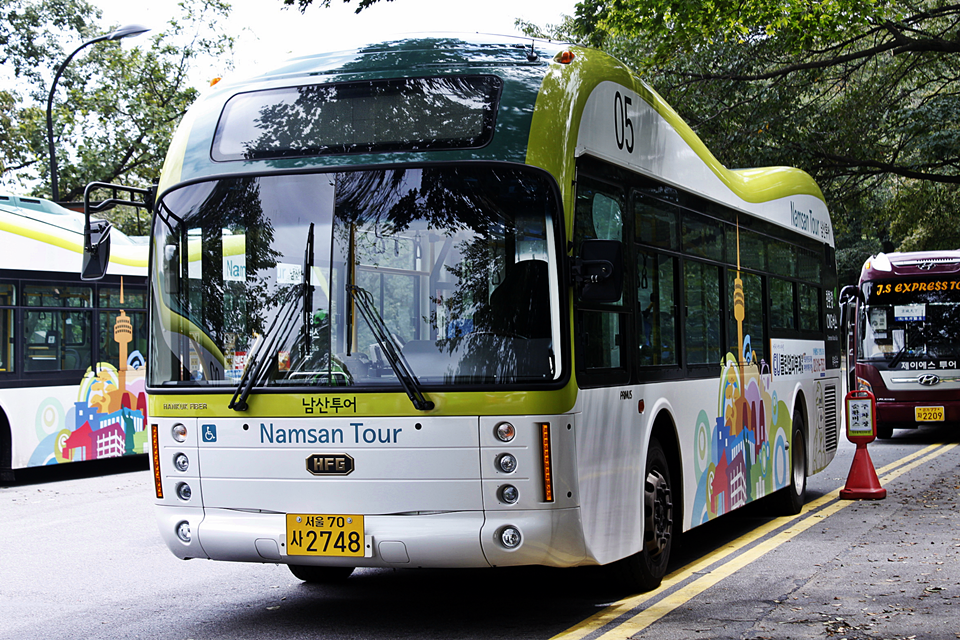
2012년식. 서울 남산순환 05번에 운행 중인 북부운수 소속 프리머스 천연가스버스
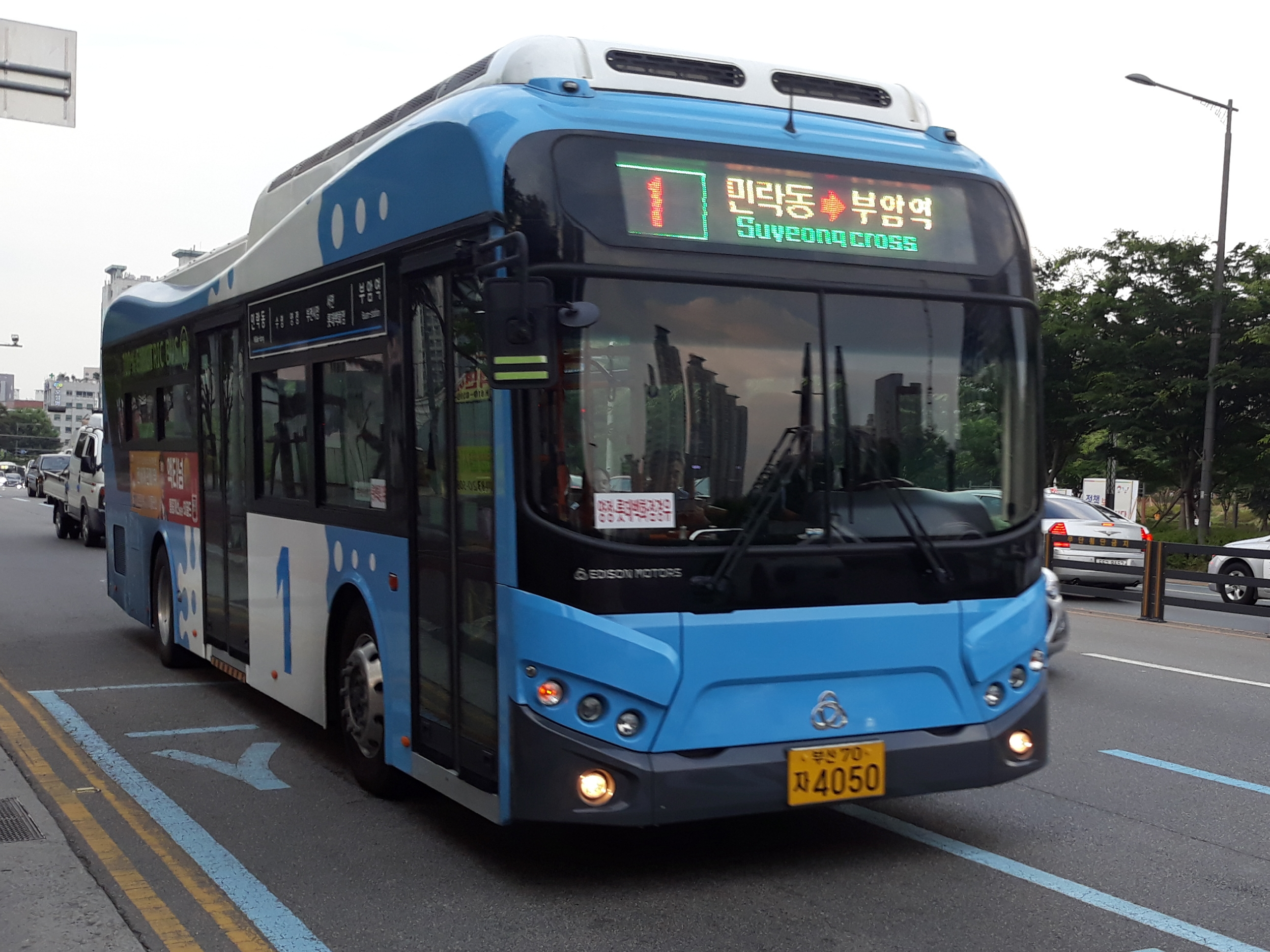
부산 1번 버스에 운행 중인 에디슨모터스 화이버드 전기버스
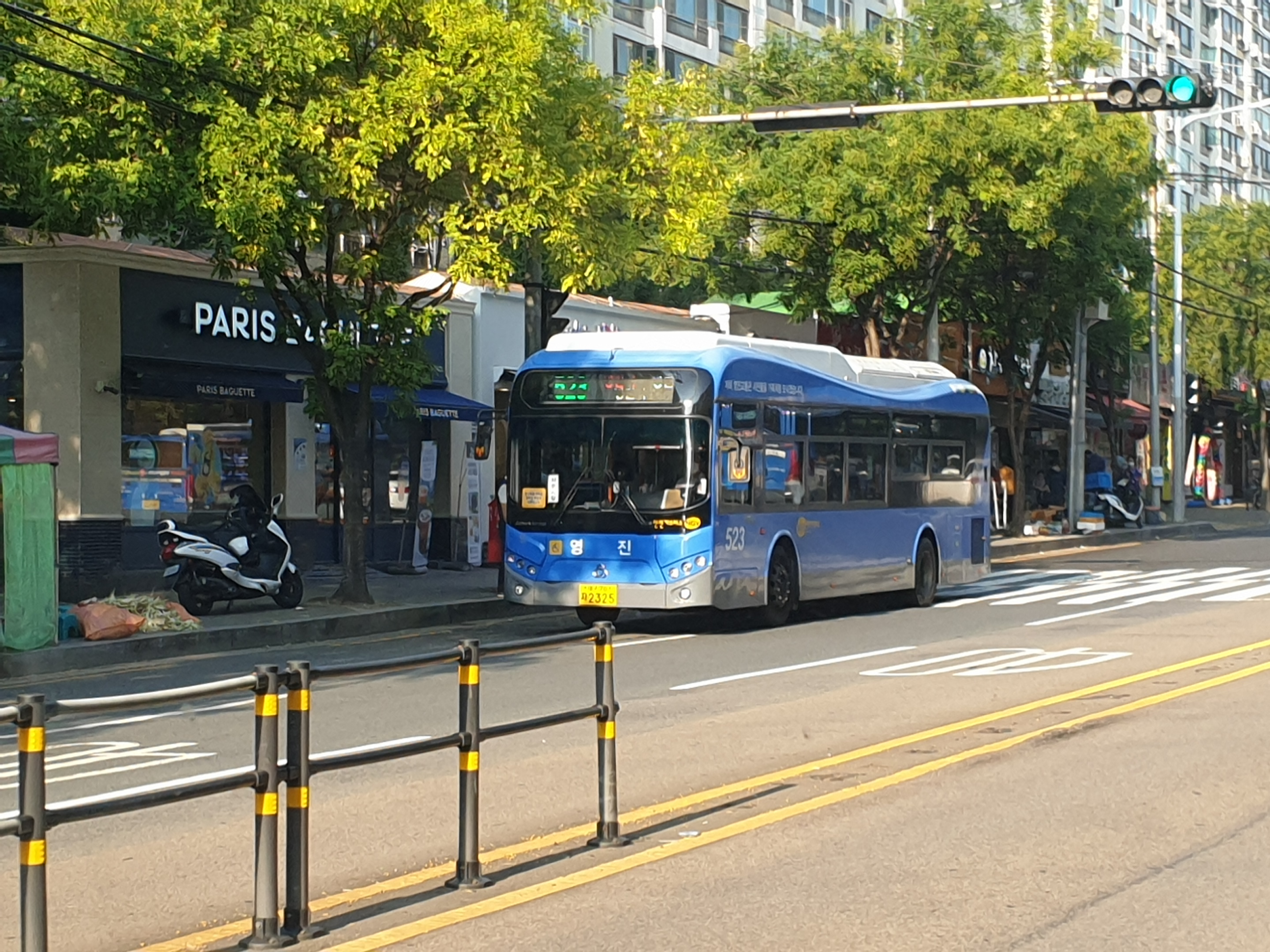
영진교통 소속 523번 에디슨모터스 화이버드 천연가스버스
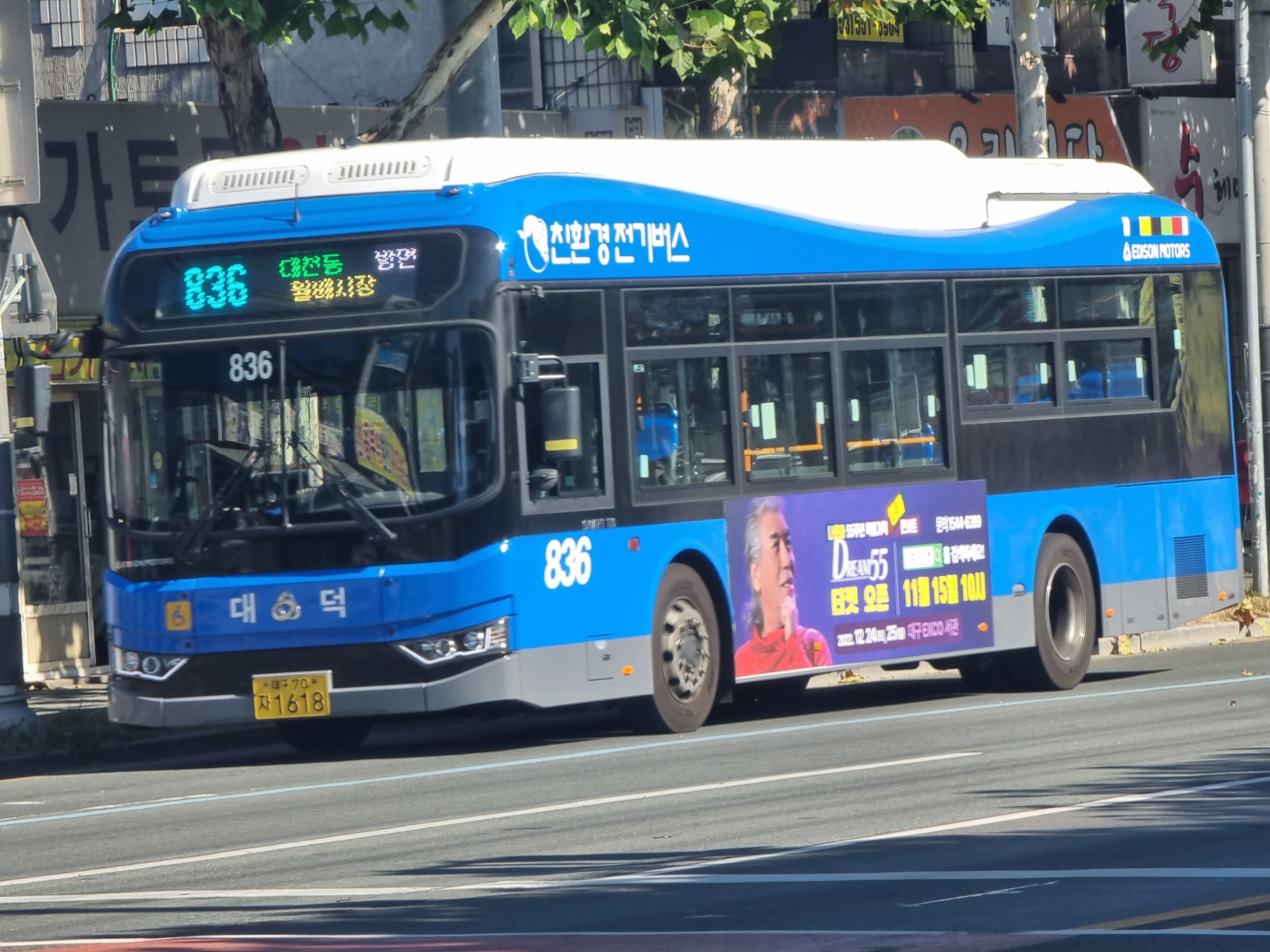
대덕교통 소속 에디슨모터스 스마트 110 EV

## 같이 보기
- KG모빌리티
- 현대자동차
- 기아 (기업)
- 우진산전
- 범한자동차